# Исаева, Валерия Васильевна
Валерия Васильевна Исаева (род. 1939) — советский и российский биолог, лауреат премии имени А. О. Ковалевского (2015).

## Биография
Родилась 16 октября 1939 года в Ленинграде.
В 1962 году — закончила Ленинградский государственный университет (кафедра эмбриологии биолого-почвенного факультета), затем там же аспирантуру.
В 1969 году — защитила в ЛГУ кандидатскую диссертацию, теме: «Восстановительные явления у некоторых турбеллярий».
В 1991 году — защитила докторскую диссертацию, тема: «Пространственная организация морфогенеза: от клеточного к надклеточному уровню».
В 1996 году — присвоено учёное звание профессора.
С 1966 по 1977 годы — работала младшим научным сотрудником в Биологическом НИИ ЛГУ.
С 1977 по 2009 годы — работала в Институте биологии моря (Владивосток) младшим, затем старшим, ведущим и главным сотрудником. С 2009 года — ведущий научный сотрудник ИПЭЭ РАН.
Область научных интересов: биология развития, клеточная биология, топология морфогенеза, фракталы, хаос и самоорганизация в биологическом морфогенезе.
Автор более 160 публикаций.

## Награды
- Премия имени А. О. Ковалевского (2015) — за цикл работ «Исследование закономерностей и механизмов морфогенеза в развитии и эволюции животных»